# Xã Freedom, Quận Bourbon, Kansas
Xã Freedom (tiếng Anh: Freedom Township) là một xã thuộc quận Bourbon, tiểu bang Kansas, Hoa Kỳ. Năm 2010, dân số của xã này là 590 người.